# Civitas Renaissance
Civitas Renaissance – projekt międzynarodowej współpracy między miastami w ramach europejskiej inicjatywy CIVITAS. Projekt zrzesza miasta promujące alternatywne formy transportu miejskiego, mając na celu zmniejszenie uciążliwości ruchu drogowego w turystycznych i historycznych miejscowościach, a także ze względu na ochronę środowiska.
Projekt Civitas Renaissance ma na celu m.in. promocję rozwoju transportu wodnego w tym integrację floty tramwajów wodnych i taksówek wodnych z innymi publicznymi środkami transportu, rozbudowę istniejących dróg rowerowych itd.
Realizacja projektu została rozłożona na cztery lata, kończy się 15 września 2012 roku.
Miastami uczestniczącymi w projekcie Civitas Renaissance są:
- Bath - Anglia
- Perugia - Włochy
- Skopje - Macedonia
- Szczecinek - Polska
- Gorna Orjachowica - Bułgaria